# Понту-Шики
Понту-Шики (порт. Ponto Chique) — муниципалитет в Бразилии, входит в штат Минас-Жерайс. Составная часть мезорегиона Север штата Минас-Жерайс. Входит в экономико-статистический микрорегион Монтис-Кларус. Население составляет 4462 человека на 2006 год. Занимает площадь 602,367 км². Плотность населения — 7,3 чел./км².

## Статистика
- Валовой внутренний продукт на 2003 год составляет 10 934 070,00 реалов (данные: Бразильский институт географии и статистики).
- Валовой внутренний продукт на душу населения на 2003 год составляет 2821,70 реалов (данные: Бразильский институт географии и статистики).
- Индекс развития человеческого потенциала на 2000 год составляет 0,670 (данные: Программа развития ООН).

## География
Климат местности: жаркий гумидный.